# Šmarješke Toplice
Šmarješke Toplice este o localitate din comuna Šmarješke Toplice, Slovenia, cu o populație de 492 de locuitori.